# روبرتو ألاركون (لاعب كرة قدم)
روبرتو ألاركون (بالإسبانية: Roberto Alarcón González)‏ هو لاعب كرة قدم إسباني، ولد في 1994 في مرسية في إسبانيا.

## وصلات خارجية
- روبرتو ألاركون (لاعب كرة قدم) على موقع قاعدة بيانات كرة القدم.إي يو (الإنجليزية)
- روبرتو ألاركون (لاعب كرة قدم) على موقع Soccerway.com (الإنجليزية)